# Üble Nachrede (Schweiz)
Die Üble Nachrede nach Artikel 173 StGB ist eine Form der Beschimpfung, die sich von dieser jedoch in der Begehungsform unterscheidet. Bei der üblen Nachrede wird insbesondere eine ehrverletzende Tatsachenbehauptung unter Strafe gestellt. Entscheidend ist, dass die (vorgeworfene) Tatsache nicht „erweislich wahr“ ist, das heißt kein Wahrheitsbeweis vorliegt.

## Gesetzestext
Die üble Nachrede wird in der Schweiz durch den Artikel 173 des Schweizer Strafgesetzbuchs unter Strafe gestellt. Ebenfalls justiziabel ist nach Artikel 175 die „üble Nachrede oder Verleumdung gegen einen Verstorbenen oder einen verschollen Erklärten“.

„Üble Nachrede
- 1. Wer jemanden bei einem andern eines unehrenhaften Verhaltens oder anderer Tatsachen, die geeignet sind, seinen Ruf zu schädigen, beschuldigt oder verdächtigt, wer eine solche Beschuldigung oder Verdächtigung weiterverbreitet, wird, auf Antrag, mit Geldstrafe bis zu 180 Tagessätzen bestraft.
- 2. Beweist der Beschuldigte, dass die von ihm vorgebrachte oder weiterverbreitete Äusserung der Wahrheit entspricht, oder dass er ernsthafte Gründe hatte, sie in guten Treuen für wahr zu halten, so ist er nicht strafbar.
- 3. Der Beschuldigte wird zum Beweis nicht zugelassen und ist strafbar für Äusserungen, die ohne Wahrung öffentlicher Interessen oder sonst wie ohne begründete Veranlassung, vorwiegend in der Absicht vorgebracht oder verbreitet werden, jemandem Übles vorzuwerfen, insbesondere, wenn sich die Äusserungen auf das Privat- oder Familienleben beziehen.
- 4. Nimmt der Täter seine Äusserung als unwahr zurück, so kann er milder bestraft oder ganz von Strafe befreit werden.
- 5. Hat der Beschuldigte den Wahrheitsbeweis nicht erbracht oder sind seine Äusserungen unwahr oder nimmt der Beschuldigte sie zurück, so hat der Richter dies im Urteil oder in einer andern Urkunde festzustellen.“

Im Militärstrafrecht enthält Art. 145 des Militärstrafgesetzes vom 13. Juni 1927 (MStG; SR 321.0) eine entsprechende Strafnorm.